# واگ (مجارستان)
واگ (به مجاری:  Vág) یک منطقهٔ مسکونی در مجارستان است که در ناحیه چورنا واقع شده‌است. واگ ۱۴٫۰۳ کیلومتر مربع مساحت و ۴۹۳ نفر جمعیت دارد.